# الاتحاد التقدمي (بنين)
الاتحاد التقدمي (بالفرنسية: Union Progressiste)‏ هو حزب سياسي في بنين بقيادة برونو أموسو.
في الانتخابات البرلمانية لعام 2019 في بنين ، جاء الحزب في المرتبة الأولى ، وحصل على 47 من 83 مقعدًا في الجمعية الوطنية .  كلا من الاتحاد التقدمي والحزب الآخر الوحيد في الجمعية الوطنية ، الكتلة الجمهورية ، متحالفان مع الرئيس باتريس تالون .  
نائب رئيس بنين الحالي، مريم شابي تالاتا، عضو من الحزب.